# Jafar Khan

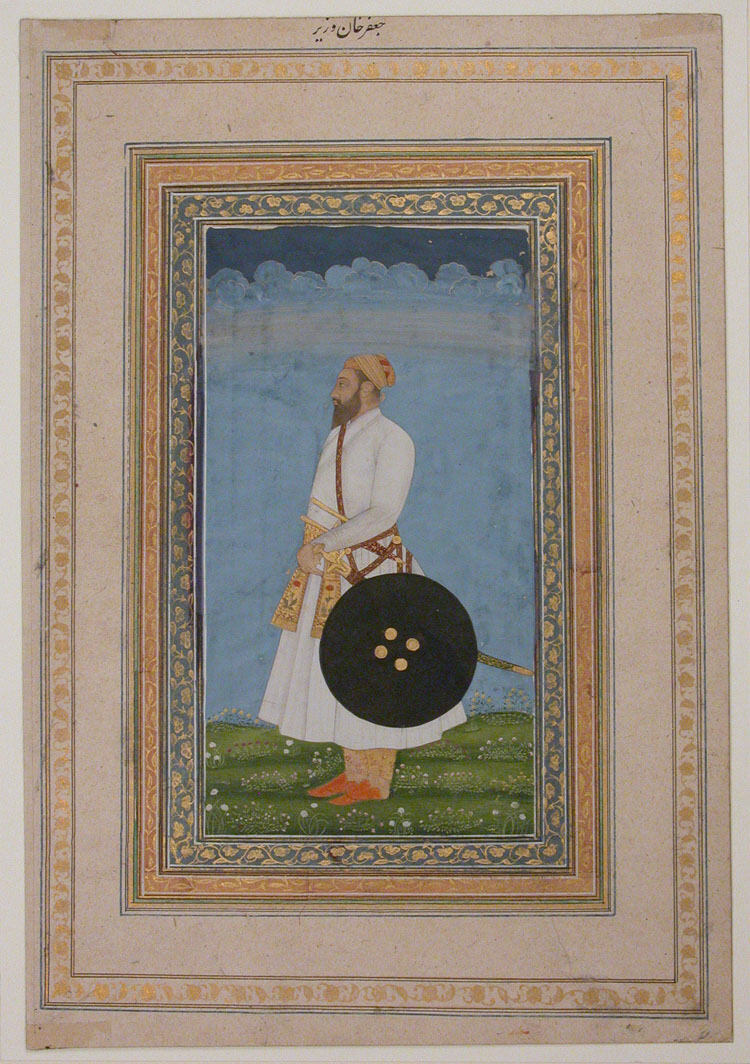
Jafar Khan

Jafar Khan Zand, (en persa: جعفر خان زند) fue un Sah (rey) de Persia que reinó desde el 18 de febrero de 1785 hasta el 23 de enero de 1789. Fue el séptimo rey de la Dinastía Zand.
Después de que Sadeq Khan, padre de Jafar, fue derrocado por Ali Murad Khan, Jafar Khan prometió vengar a su padre y, por lo tanto, después de cuatro años de reinado, Ali Murad Khan fue derrocado por él. Jafar fue un militar que derrotó a Aga Muhammad Khan en numerosas ocasiones. Durante su cuarto año como sah de Persia, murió envenenado. Tras el magnicidio, su hijo Murad Khan Sayed le sucedió en el trono.
| Predecesor: Ali Murad Khan Zand | Rey de Persia 1785 - 1789 | Sucesor: Sayed Murad Khan Zand |

- Datos: Q81098